# Cascada Moceriș
Cascada Moceriș este situată pe teritoriul comunei Lăpușnicu Mare, satul Moceriș, județul Caraș-Severin, la poalele Munților Aninei.
De-a lungul anilor apa pârâului Moceriș a săpat în peretele calcaros al dealului și a format cascada ce astazi îi poartă numele.
Așezată la poalele Munților Aninei, cascada Moceriș este formată din trei trepte, fiecare treaptă cu specificul său. Cea mai înaltă este treapta mijlocie, ea fiind dominată de verdele perfect și statornic al mușchiului crescut pe calcar, în contrast cu repeziciunea apei cristaline în cădere.
Accesul se realizează pe DN 57B până la Bozovici, iar de acolo pe drumul comunal 44 până în Moceriș. Din sat până la cascadă mai sunt aproximativ 4 km; aceștia se pot parcurge cu mașina de teren sau la pas. Drumul este ușor accesibil.